# Flumpool
flumpool(플럼풀)은 일본의 4인조 밴드이다. 소속 레이블은 A-Sketch이며, 소속 사무소는 아뮤즈이다.

## 개요
- 2007년 1월에 오사카부에서 결성되었다. 밴드명은 영어로 4(멤버 수)를 뜻하는〈four〉의 머리글자로부터〈f〉, 덩어리를 뜻하는〈lump〉, 웅덩이를 뜻하는〈pool〉을 합쳐서 만들어졌다.
- 2008년 10월, 디지털 싱글 〈꽃이 되어라〉로 본격적으로 데뷔하였다.

## 특징
- 같은 아뮤즈에 소속해 있는 미우라 하루마 주연 작품의 주제가를 담당하는 것이 많다. (블러디 먼데이, 너에게 닿기를)
- 미니 앨범 《Unreal》이후의 싱글이나 앨범곡은, 전곡, 작사를 야마무라, 작곡을 사카이가 다루고 있다. (다만, Fantasia of Life Stripe중의 〈베가~과거와 미래의 북극성~〉은 아마카와가 작곡) 또, 인디즈 시대의 무렵은, 자주, 야마무라, 사카이, 아마카와 3명이서 작곡 하고 있었다.
- 최근의 아티스트 사진이나 자켓 사진에서는 야마무라만의 경우나 야마무라를 메인으로 한 형태가 많아지고 있다.

## 멤버
- 야마무라 류타 (山村隆太, 1985년 1월 21일 ~ )
  - 보컬·기타 담당. 오사카 부 마츠바라 시 출신.
- 사카이 카즈키 (阪井一生, 1985년 2월 26일 ~ )
  - 기타 담당. 오사카 부 마츠바라 시 출신.
- 아마카와 겡키 (尼川元気, 1984년 11월 27일 ~ )
  - 베이스 기타 담당. 오사카 부 마츠바라 시 출신.
- 오구라 세이지 (小倉誠司, 1984년 2월 27일 ~ )
  - 최연장 멤버로 리더. 드럼 담당. 효고 현 니시와키 시 출신.

### 과거의 멤버
- 이노우에 유스케 (井上裕介, 1980년 3월 1일 ~ )
  - 서포트 멤버 담당 (2013년 5월 12일 ~ 6월 30일). 오사카 부 오사카 시 출신.

## 약력
- 2002년
  - 유치원 때부터 소꿉친구 사이인 야마무라, 사카이, 아마카와의 3명이서, 전신이 되는 어쿠스틱 기타를 연주하면서 노래를 부르는 유닛인 309를 결성. 후에 cube로 개명해, 4매의 스스로 제작한 CD-R을 발표한다.

- 2007년
  - 1월 13일, 현재의 flumpool로 개명. 지인의 소개로 알게 된 오구라가 드럼으로 가입해, 밴드 활동으로 전향한다. 이후에는 오사카 성 홀 앞에서 노상 라이브를 실시하는 것 외에 오사카 부내의 라이브 하우스를 중심으로 음악 활동을 전개한다.
  - 7월 24일, 스스로 제작한 싱글 〈미라이카나이〉를 발표.

- 2008년
  - 7월, 수록곡 〈labo〉의 뮤직 비디오를 제작. 뮤직 비디오는 동사이트의 액세스 랭킹으로 1위를 기록한다.
  - 8월 27일, 타워 레코드 및 TSUTAYA에서 첫회 5,000매 완전 한정 생산으로, 트라이얼 싱글과 이름을 붙인 인디즈 싱글 〈labo〉를 발매.
  - 9월 1일부터 au KDDI 《LISMO》 캠페인 아티스트에 기용. 9월 20일부터 악곡 〈꽃이 되어라〉가 기용. 동캠페인이 데뷔전의 신인을 정체에 기용하는 것은 2006년의 서비스 개시 이래 첫 일.
  - 9월 5일, 후지 TV 계열 전국 넷 《메자마시 TV》에서 특집이 짜여져 텔레비전에 첫 출연을 한다.
  - 10월 1일, 전달 한정으로 싱글 〈꽃이 되어라〉를 발표. 소속사 아뮤즈가, KDDI와의 합작회사로서 신설한 A-Sketch 라벨의 제1호 아티스트로서의 데뷔가 된다. 같은 날로부터 11월 30일까지의 기간 한정으로, TSUTAYA에서 특별반 CD 〈꽃이 되어라 TSUTAYA CD 렌탈 쇼트 버전〉의 무료 렌탈이 개시된다.
  - 10월 26일, 데뷔 후 처음이 되는 프리 라이브 《PAINT IT MUSIC ~음악으로 매일을 다시 칠하자.~ LISMO Reccomend flumpool 라이브@KDDI 디자이닝 스튜디오》를 KDDI 디자이닝 스튜디오에서 실시한다.
  - 11월 19일, 메이저 첫 CD 작품이 되는 미니 앨범 《Unreal》을 발매. 발매에 맞추어 공식 사이트상에 특설 페이지 《怖乱風流 ~Red Dracul Scar Tissue~》를 개설. 오리콘 주간 앨범 차트로 첫 등장 2위를 기록.

- 2009년
  - 2월 18일, 모바일 전용의 무료 프레 팬클럽 사이트 《Pre-Birth》를 개설.
  - 2월 19일부터 3월 7일까지, 전국 6개소에서 7번의 공연으로 첫 단독 공연 〈flumpool tour 2009《unreal》〉을 개최했다.
  - 2월 25일, 첫 CD 싱글 〈별에게 소원을〉을 발매. 오리콘 첫 등장 2위를 기록.
  - 7월 1일, 첫 양 A면 싱글 〈MW ~Dear Mr. & Ms. 피카레스크~/여름 Dive〉와, 첫 DVD 〈《How did we feel then?》 ~flumpool Tour 2009 "Unreal" Live at Shibuya Club Quattro~〉를 동시 발매. DVD는 오리콘 주간 음악 DVD 차트에서 첫 등장 1위를 기록해, 자신 첫 선두 획득이 된다.
  - 7월 8일부터 9월 5일까지, 전국 18개소 19 공연으로, 홀 투어로서는 처음이 되는 2번째의 원맨 라이브 투어 〈flumpool 2nd tour2009 《Unclose》〉를 개최.
  - 10월 1일, 모바일 팬클럽 사이트 《flumpool mobile club "POOLSIDE"》를 개설.
  - 10월 22일・23일, 2월에 행해진 라이브 투어의 추가 공연 〈flumpool 2nd tour2009 《Unclose》Special!!〉을 일본 무도관에서 2일에 걸쳐 개최. 당일 SOLDOUT.
  - 11월 30일부터 12월 7일까지, 모바일 팬클럽 사이트의 개설을 기념한 회원 한정 스페셜 라이브를 개최.
  - 12월 23일, 1st 정규 앨범 《What's flumpool!?》을 발매.
  - 12월 31일 《제60회 NHK 홍백가합전》에 첫 출장.

- 2010년
  - 1월 1일, 드라마 《블러디 먼데이》 제2시즌의 주제가에 〈잔상〉이 결정.
  - 2월 3일, 싱글 〈잔상〉을 발매. 오리콘 첫 등장 3위를 기록.
  - 4월 29일, 야마무라가 6월 상순에 목의 폴립 적출 수술을 받아 1~2개월간의 정양에 들어간다고 발표되었다.
  - 6월 23일, 4th 싱글 〈reboot~단념하지 않는 노래~/유성〉을 발매. 오리콘 첫등장 2위를 기록. 〈reboot~단념하지 않는 노래~〉는 니혼 TV 계열·남아프리카 2010 서포트 송으로서 기용되었다.
  - 7월 7일, TOKYO FM의 SCHOOL OF LOCK!의 그들의 코너인 flumpool LOCKS! 그리고 야마무라가 수술로부터 복귀.
  - 9월 29일, 싱글 〈너에게 닿기를〉을 발매. 영화 《너에게 닿기를》의 주제가가 된다.
  - 12월 31일, 《제61회 NHK 홍백가합전》에 2년 연속 2번째 출장. 〈너에게 닿기를〉을 가창.

- 2011년
  - 1월 26일, 2nd 정규 앨범 《Fantasia of Life Stripe》를 발매.
  - 이 해에 행해지는 《제78회 NHK 전국 학교 음악 콩쿨》의 중학교 부의 과제곡에, 신작 악곡을 제공하는 것이 발표되고 있지만, 악곡의 자세한 것은 미정이다. 동곡의 편곡자는 카토 마사노리이다.
  - 6월부터 온에어인 Mobage의 신TV-CM 〈어떤 미래에도 사랑은 있다〉에 야마무라가 솔로로 출연.
  - 싱글 〈증거〉에 수록되는 〈각성 아이덴티티〉가 9월 9일에 뉴질랜드에서 개최되는 《럭비 월드컵》의 이미지 송에 기용된다.

- 2012년
  - 3월 31일부터 9월 8일까지, 전국 42개소 52공연으로, 원맨 라이브 투어 〈flumpool 5th tour 2012 《Because... I am》〉을 개최.
  - 7월 11일, 싱글 〈Because... I am〉을 발매.
  - 12월 12일, 앨범 《experience》를 발매.

- 2013년
  - 4월 26일, 사카이가 다이어트에 전념하기 위해, 당분간 비주얼면에서의 활동을 휴지하는 것이 발표되었다.
  - 5월 12일, 사카이에 대신하는 비주얼면에서의 서포트 멤버로서, 이노우에 유스케(NON STYLE)를 기용하는 것이 발표되었다.
  - 6월 30일, 〈Judgment Day!〉에서, 사카이가 목표 체중인 64kg을 웃도는 62.5kg으로의 감량에 성공. 비주얼면에서의 활동을 재개해, 다이어트 성공의 포상으로서 서브 리더에 취임. 동시에 이노우에의 서포트 멤버로서의 활동이 종료된다.
  - 7월 3일, 싱글 〈소중한 것은 그대 말고 떠오르지 않아서/미열 리프레인〉을 발매.

- 2014년
  - 5월 21일, 베스트 앨범 《The Best 2008-2014 〈MONUMENT〉》를 발매.
  - 7월 19일, 〈Amuse Fes 2014 BBQ in 츠마고이~우리의 비트를 먹어라 이놈들아!~〉에 출연할 예정.

## 음반

### 싱글

#### CD 싱글
| 매   | 발매일          | 타이틀                                              | 의미                                                |
| ---- | --------------- | --------------------------------------------------- | --------------------------------------------------- |
| 1st  | 2009년 2월 25일 | 星に願いを                                          | 별에게 소원을                                       |
| 2nd  | 2009년 7월 1일  | MW ～Dear Mr. & Ms. ピカレスク～ / 夏Dive           | MW ~Dear Mr. & Ms. 악한 소설~/여름 Dive             |
| 3rd  | 2010년 2월 3일  | 残像                                                | 잔상                                                |
| 4th  | 2010년 6월 23일 | reboot～あきらめない詩～ / 流れ星                   | reboot~단념하지 않는 노래~/유성                     |
| 5th  | 2010년 9월 29일 | 君に届け                                            | 너에게 닿기를                                       |
| 6th  | 2011년 7월 27일 | どんな未来にも愛はある / Touch                      | 어떤 미래에도 사랑은 있다/Touch                     |
| 7th  | 2011년 9월 7일  | 証                                                  | 증거                                                |
| 8th  | 2011년 12월 7일 | Present                                             |                                                     |
| 9th  | 2012년 7월 4일  | Because... I am                                     |                                                     |
| 10th | 2012년 11월 7일 | Answer                                              |                                                     |
| 11th | 2013년 7월 3일  | 大切なものは君以外に見当たらなくて / 微熱リフレイン | 소중한 것은 그대 말고 떠오르지 않아서/미열 리프레인 |
| 11th | 2013년 10월 2일 | 強く儚く / Belief ～春を待つ君へ～                  | 강하게 덧없게/Belief~봄을 기다리는 너에게~          |

#### 전달 한정·선행 전달 싱글
| 매  | 발매일           | 타이틀                                    | 의미                                          |
| --- | ---------------- | ----------------------------------------- | --------------------------------------------- |
| 1st | 2008년 10월 1일  | 花になれ                                  | 꽃이 되어라                                   |
| 2nd | 2008년 11월 5일  | Over the rain 〜ひかりの橋〜              | Over the rain ~빛의 다리~                     |
| 3rd | 2009년 10월 14일 | フレイム                                  | 플레임                                        |
| 4th | 2009년 11월 18일 | 見つめていたい                            | 바라보고 싶어                                 |
| 5th | 2010년 12월 15일 | Snowy Nights Serenade〜心までも繋ぎたい〜 | Snowy Nights Serenade~마음까지 연결하고 싶어~ |
| 6th | 2010년 12월 22일 | two of us                                 |                                               |

### 앨범

#### 풀 앨범
| 매  | 발매일           | 타이틀                  |
| --- | ---------------- | ----------------------- |
| 1st | 2009년 12월 23일 | What's flumpool!?       |
| 2nd | 2011년 1월 26일  | Fantasia of Life Stripe |
| 3rd | 2012년 12월 12일 | experience              |

#### 베스트 앨범
| 매  | 발매일          | 타이틀                          |
| --- | --------------- | ------------------------------- |
| 1st | 2014년 5월 21일 | The Best 2008-2014 〈MONUMENT〉 |

#### 미니 앨범
| 매  | 발매일           | 타이틀 |
| --- | ---------------- | ------ |
| 1st | 2008년 11월 19일 | Unreal |

#### 인디즈 시기
| 매  | 발매일                                          | 타이틀       |
| --- | ----------------------------------------------- | ------------ |
| 1st | 2007년 7월 24일 2008년 6월 25일(통신 판매 한정) | ミライカナイ |
| 2nd | 2008년 8월 27일                                 | labo         |

### DVD
1. 《How did we feel then?》 ~flumpool Tour 2009 "Unreal" Live at Shibuya Club Quattro~ (2009년 7월 1일 발매)
2. flumpool tour 2009 〈Unclose〉 Special !! LIVE at 일본 무도관 (2010년 2월 24일 발매)
3. flumpool Live at YOKOHAMA ARENA!! Special Live 2010 〈Snowy Nights Serenade～마음까지 연결하고 싶어～〉 (2011년 4월 6일 발매)
4. 《flumpool Special Live 2011 〈Present ~고마워 축제! 오늘 밤은 노래 부르자! 춤추며 불태우자!~〉 at 사이타마 수퍼 아레나》 (2012년 4월 1일 발매)
5. flumpool Special Live 2013 “experience” at YOKOHAMA ARENA (2013년 4월 24일 발매)
6. flumpool 5th Anniversary Special Live 〈For our 1,826 days & your 43,824 hours〉 at Nippon Budokan (2013년 12월 25일 발매)

## 레귤러 프로그램

### 라디오
- SPEAK OUT! (J-WAVE 《TOKYO REAL-EYES》내 코너)
- SCHOOL OF LOCK! (TOKYO-FM 전국 38국 넷)

## 같이 보기
- 일본의 록 음악